# Blenstrup
Blenstrup ist ein Ort im Norden der dänischen Halbinsel Jütland. Er gehört zur Gemeinde Rebild in der Region Nordjylland und zählt 483 Einwohner (Stand 1. Januar 2025).

## Entwicklung der Einwohnerzahl
| Jahr           | Einwohner |
| -------------- | --------- |
| 1. Januar 1976 | 489       |
| 1. Januar 1981 | 576       |
| 1. Januar 1986 | 593       |
| 1. Januar 1990 | 600       |
| 1. Januar 1996 | 549       |
| 1. Januar 2000 | 548       |
| 1. Januar 2004 | 527       |
| 1. Januar 2008 | 537       |
| 1. Januar 2009 | 552       |
| 1. Januar 2010 | 562       |

## Verwaltungszugehörigkeit
- bis 31. März 1970: Landgemeinde Gerding-Blenstrup, Ålborg Amt
- 1. April 1970 bis 31. Dezember 2006: Skørping Kommune, Nordjyllands Amt
- seit 1. Januar 2007: Rebild Kommune, Region Nordjylland